# Cerdedo (Galiza)

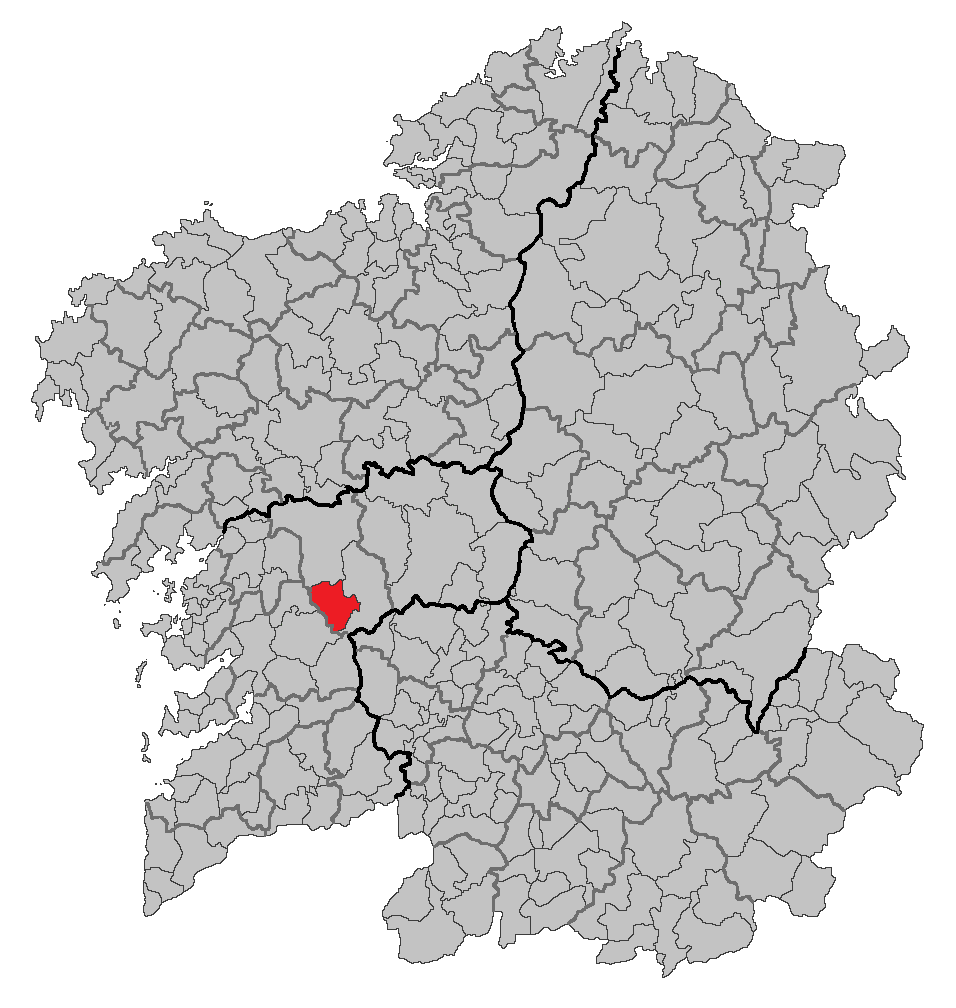
Localização de Cerdedo (Espanha)

Cerdedo é um município da Espanha na província de Pontevedra, comunidade autónoma da Galiza, de área  km² com população de 2330 habitantes (2004) e densidade populacional de 28,64 hab/km².

## Demografia
| Variação demográfica do município entre 1991 e 2004 | Variação demográfica do município entre 1991 e 2004 | Variação demográfica do município entre 1991 e 2004 | Variação demográfica do município entre 1991 e 2004 |
| --------------------------------------------------- | --------------------------------------------------- | --------------------------------------------------- | --------------------------------------------------- |
| 1991                                                | 1996                                                | 2001                                                | 2004                                                |
| 3788                                                | 2771                                                | 2300                                                | 2308                                                |